# Anolis bremeri
Anolis bremeri (кубинський пістрявий аноліс) — вид ігуаноподібних ящірок родини анолісових (Dactyloidae). Ендемік Куби.

## Підвиди
Виділяють два підвиди:
- Anolis bremeri bremeri Barbour, 1914 — західна Куба (Пінар-дель-Ріо, Артеміса);
- Anolis bremeri insulaepinorum Garrido, 1972 — острів Ісла-де-ла-Хувентуд.

## Поширення і екологія
Кубинські пістряві аноліси живуть у вічнозелених і напівлистяних лісах, в пальмових гаях, соснових лісах, піщаних саванах, трапляються на полях і пасовищах, в садах та на плантаціях. Відкладають яйця.